# Kuralanjärvi
Kuralanjärvi är en sjö i Finland. Den ligger i Nådendals stad i landskapet Egentliga Finland, i den sydvästra delen av landet, 170 km väster om huvudstaden Helsingfors. Kuralanjärvi ligger 13 meter över havet. Den ligger på ön Rimito. I omgivningarna runt Kuralanjärvi växer i huvudsak barrskog. Arean är 13,2 hektar och strandlinjen är 1,78 kilometer lång. Sjön  ingår i Norra Skärgårdshavets avrinningsområde. 